# 吉爾若韋
47°6′11″N 29°48′49″E / 47.10306°N 29.81361°E
希爾若韋（烏克蘭語：Гіржове）是位於烏克蘭西南部的村莊，由敖德萨州羅茲季利納區的大米哈伊利夫卡市鎮負責管轄。該村始建於1870年，面積0.55平方公里，海拔高度69米，2001年人口310，人口密度每平方公里563.64人。